# Palgrave (Suffolk)
Palgrave est un village et une paroisse civile du Suffolk, en Angleterre.